# Нескінченність (персонаж)
Нескінченність (англ. Infinity) — вигадана персонажка коміксів з коміксів американського видавництва Marvel Comics. Нескінченність — абстрактна космічна сутність.

## Історія публікації
Творцями персонажки є Стен Лі та Джон Бушема. Нескінченність з'явилася в серії коміксів «Quasar» #24 (травень 1991), вона з'являється в «Quasar» #37 (серпень 1992) і в обмеженій серії «Infinity War» #1-6 (травень-листопада 1992).
За сюжетною лінією «Thor» #183-188 (грудень 1970-травень 1971), ім'я Нескінченність було назвою, даним аспекту душі бога Одіна, який завдяки Тору возз'єднався з нею.

## Вигадана біографія
Нескінченність — космічна сутність, що представляє собою сукупність простору, вона — жінка, на відміну від її «брата» Вічності, який втілює час. Разом вони представляють просторово-часовий континуум і живу силу Всесвіту. Їм протистоять дві інші сутності Смерть і Забуття.
Нескінченність з'явилася, коли лиходій Мелстром, діяв від імені Забуття, і намагався відновити Всесвіт. Нескінченність злилася з астральною формою героя Квазара і дала можливість жити як аватар. Після серії битв проти Мелстрома Квазар переміг його. Наслідки цієї битви призвели до скликання Нескінченності, Вічності, Смерті та Забуття, щоб усунути наслідки невдалого плану Забуття, в цей час Квазар зрозумів, що всі ці абстрактні сутності є чотирма точками космічного компасу. Квазар зустрів Вічність, коли вів пошуки іншої сутності.

### Війна нескінченності
Нескінченність з'являється в сюжеті «Infinity War», а у фінальній битві приходить разом з Вічністю у вигляді єдиної істоти і перемагає Адама Ворлока.

### Час спливає
За лінією сюжету «Time Runs Out», Потойбічний убив Нескінченність, брав участь у знищенні абстрактних істот кожної реальності через мультивсесвіт.
Після відродження Всесвіту Marvel, Нескінченність розкривається як втілення сьомого втілення Всесвіту, тоді як Вічність, мабуть, є втіленням восьмого.

## Сили та здібності
Нескінченність одна з могутніх істот у Всесвіті, вона не має фізичного тіла, здатна бути в різних місцях одночасно. Як і Вічність, персонаж може маніпулювати простором Всесвіту. Коли їй потрібно звернутися до нижчих істот Нескінченність трансформується на істоту, яку можуть сприйняти інші.
Танос, який володіє Рукавицею нескінченності, оцінив можливості Нескінченності вище, ніж у Лорда Хаосу і Порядку, але нижче, ніж у Живого Трибунала.

## В інших медіа

### Телебачення
- Нескінченність з'явилася в мультсеріалі «Срібний Серфер», озвучена Елізабет Шеперд.